# شهرداری وکپیبلگا
شهرداری وکپیبلگا (به لاتین: Vecpiebalga Municipality) یک شهرداری در کشور لتونی است.

## خصوصیات
شهرداری وکپیبلگا ۴٬۷۷۶ نفر جمعیت دارد.